# Tröjan
Tröjan ist eine englische Speed- und New-Wave-of-British-Heavy-Metal-Band aus Wigan, die im Jahr 1982 gegründet wurde und sich 1988 vorübergehend auflöste. Seit 2019 ist die Band wieder unter wechselnden Namen, seit 2023 wieder unter Tröjan aktiv.

## Geschichte
Die Band wurde im März 1982 um den Gitarristen Pete Wadeson gegründet. Noch im selben Jahr erschien ein erstes Demo, das frühe Versionen der Lieder Dealer und Renegades enthielt. Das Demo wurde dem Kerrang beigefügt, wodurch es sich bis Mitte 1983 über 3.000 Mal absetzen konnte. Danach war die Band im September 1982 auf dem Ebony-Records-Sampler Metal Maniaxe mit dem Lied Premonition zu hören. Im Jahr 1983 entließ Wadeson sämtliche Mitglieder der Originalbesetzung, um einen Neuanfang zu machen, wodurch die Veröffentlichung einer selbstfinanzierten EP, die bereits aufgenommen wurde, nicht erfolgte. Die Band bestand daraufhin neben Wadeson aus dem Sänger Graeme Wyatt, dem Bassisten Eddy Martin und dem Schlagzeuger Sam Hall. Durch ein Demo, das im April 1984 aufgenommen wurde, erreichte die Gruppe die Aufmerksamkeit von Roadrunner Records, wobei das Label sich nicht von den Live-Qualitäten der Band überzeugen konnte, da diese bisher kaum Konzerte spielte. Die Zweifel wurden jedoch beseitigt, nachdem die Band mit finanzieller Unterstützung von Roadrunner Records die drei Lieder Chasing the Storm, Backstabber und Icehouse aufnehmen konnte. Das Album Chasing the Storm wurde im Sommer 1985 aufgenommen, von Guy Bidmead produziert und im Herbst unter dem Namen Chasing the Storm veröffentlicht. Die Band bestand bei den Aufnahmen aus dem Gitarristen Pete Wadeson, dem Sänger Graeme Wyatt, dem Bassisten Ted Twigg und dem Schlagzeuger Sam Hall. Der Veröffentlichung folgten diverse Konzerte, sowie Auftritte auf Festivals, ehe sich die Band 1987 von Roadrunner Records trennte und im Anschluss 1988 auflöste. Nachdem Wadeson im selben Jahr zusammen mit Andy Halliwell in der Band Sweet Sin zusammengearbeitet hatte und sie ein Instrumental-Album aufgenommen hatten, das nie veröffentlicht werden sollte, gründete Wadeson mit einigen weiteren Tröjan-Mitgliedern die Band Lethal, die sich später in Taliön umbenennen sollte. Diese Band veröffentlicht ein Album bei Major Records, einem Sublabel von Peaceville Records.
Im Jahr 2019 reformierten Pete Wadeson und Graeme Wyatt die Band zunächst unter dem Namen "Tröjan/Taliön", bevor sie nach einigen Liveauftritten wieder zum Namen "Tröjan" zurückkehrten.

## Stil
Laut Malc Macmillan in The N.W.O.B.H.M. Encyclopedia ist das Album Chasing the Storm mit dem Debütalbum von Jaguar oder auch mit den Werken von Samurai und Chateaux vergleichbar. In seiner Rezension zum Album schrieb Oliver Klemm vom Metal Hammer, dass sich die Gruppe an Bands wie Chateaux, Savage und Avenger orientiere. In derselben Ausgabe schrieb man zudem, dass die Musik typischer britischer Heavy Metal ist, der stellenweise an Judas Priest oder Saxon erinnert. Laut Martin Popoff in seinem Buch The Collector’s Guide of Heavy Metal Volume 2: The Eighties spielt die Band auf dem Album schnellen und aggressiven Metal vergleichbar mit der Musik von Satan und Blind Fury. Die Veröffentlichung hätte auch zu dem Katalog von Ebony Records oder Earthshaker Records passen können. Im Crash verglich Uwe Lerch die Band mit Jaguar und Savage.

## Diskografie
- 1982: Official - 5 Track Cassette E.P. (Demo, Eigenveröffentlichung)
- 1983: Demo # 2 (Demo, Eigenveröffentlichung)
- 1984: Demo # 3 (Demo, Eigenveröffentlichung)
- 1984: Demo # 4 (Demo, Eigenveröffentlichung)
- 1985: Chasing the Storm (Album, Roadrunner Records)
- 1989: Killing the World (Album, Major Records, veröffentlicht als Taliön)
- 2024: The Complete Tröjan & Taliön Revordings '84 - '90 (Compilation, Dissonance Productions)